# Списък на реките в Пенсилвания
Списъкът на реките в Пенсилвания включва основните реки, които текат през щата Пенсилвания, Съединените американски щати.
Чрез река Охайо щатът се отводнява в Мисисипи и Мексиканския залив, а чрез реките Делауеър и Саскуехана се отводнява в Атлантическия океан.

## По речни системи
- Делауеър
  - Шуикил
    - Уисахикон Крийк
    - Френч Крийк
    - Манатауни Крийк
    - Литъл Шуихил
    - Пъркиомън Крийк
    - Тулпахокън Крийк

  - Лийд
  - Лакауаксен

- Саскуехана
  - Суатара
  - Кониуаго
  - Конодогалнет
  - Джуниата
    - Тускарора Крийк
    - Оджуик Крийк
    - Литъл Джуниата
    - Рейстаун Бранч

  - Пенс Крийк
  - Лакауана
  - Уест Бранч На Саскуехана
    - Пайн Крийк
    - Лоялсок Крийк

- Охайо
  - Мононгахела
    - Юглогини

  - Бийвър Ривър
  - Алигени
    - Конимог
    - Махонинт Крийк
    - Редбанк Крийк
    - Клариън
    - Френч Крийк

## По азбучен ред
- Алигени
- Бийвър Ривър
- Делауеър
- Джуниата
- Клариън
- Кониуаго
- Конимог
- Конодогалнет
- Лакауаксен
- Лакауана
- Лийд
- Литъл Джуниата
- Литъл Шуихил
- Лоялсок Крийк
- Манатауни Крийк
- Махонит Крийк
- Мононгахела
- Оджуик Крийк
- Охайо
- Пайн Крийк
- Пенс Крийк
- Пъркиомън Крийк
- Редбанк Крийк
- Рейстаун Бранч
- Саскуехана
- Суатара
- Тускарора Крийк
- Тулпахокън Крийк
- Уест Бранч на Саскуехана
- Уисахикон Крийк
- Френч Крийк
- Шуикил
- Юглогини